# Коста Сан Паоло (Авелино)
Коста Сан Паоло је насеље у Италији у округу Авелино, региону Кампанија.
Према процени из 2011. у насељу је живело 34 становника. Насеље се налази на надморској висини од 605 м.